# Tyler Wells
Tyler Austin Wells (Tulsa, Oklahoma, 26 de agosto de 1994), más conocido como Tyler Wells, es un jugador profesional estadounidense de béisbol que se desempeña en la posición de lanzador en Baltimore Orioles, equipo de las Grandes Ligas de Béisbol (MLB).

## Carrera
En 2021, Wells hizo su debut en la MLB con el equipo Baltimore Orioles, donde lleva jugando cuatro temporadas.